# Calamaria griswoldi
Calamaria griswoldi este o specie de șerpi din genul Calamaria, familia Colubridae, descrisă de Loveridge 1938. A fost clasificată de IUCN ca specie cu risc scăzut. Conform Catalogue of Life specia Calamaria griswoldi nu are subspecii cunoscute.